# Quinte West
Quinte West – miasto (ang. city) w Kanadzie, w prowincji Ontario, w hrabstwie Hastings.
Powierzchnia Quinte West to 499,14 km². Według danych spisu powszechnego z roku 2001 Quinte West liczy 41 409 mieszkańców (82,96 os./km²).